# 1860 год в истории железнодорожного транспорта
1860 год в истории железнодорожного транспорта

## События
- 26 января — открыт для движения участок Петербурго-Варшавской железной дороги от Пскова до Динабурга (56 вёрст)[1].
- 26 июня — в Южной Африке открыт первый участок железнодорожной линии от Дурбана до колонии Наталь (2 км с шириной колеи 1435 мм).
- 26 октября — на железной дороге Bergisch-Märkische Eisenbahn (en) в Германии открыт железнодорожный вокзал города Бохум (en:Bochum Hauptbahnhof) и Виттена.
- Октябрь — установлены первые водяные желобы для паровозов способных производить набор воды в движении en:Track pan на дороге London and North Western Railway (en) вблизи деревни Mochdre и на дороге Chester and Holyhead Railway (en).
- 8 ноября открыт участок Остров — Динабург (191 верста).
- В Южной Африке проложена первая железная дорога Кейптаун-Веллингтон длиной 92 км.[2]
- В Северной Америке началось строительство Тихоокеанской трансконтинентальной железной дороги.[2]